# Expositions générales des Beaux-Arts
Les expositions générales des Beaux-Arts (en portugais : Exposições Gerais de Belas Artes) sont des expositions artistiques annuelles permanentes organisées par l'Académie impériale des beaux-arts du Brésil (AIBA), entre 1829 et 1990.

## Histoire

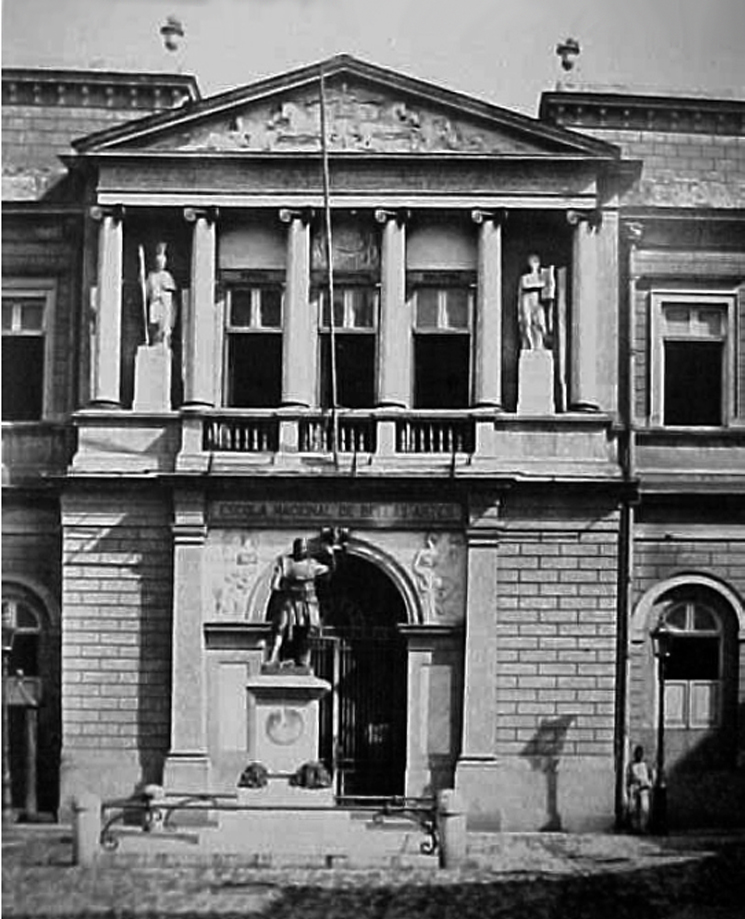
Entrée de l'Académie impériale des beaux-arts du Brésil en 1891.

Les premières éditions se tiennent en 1829 et 1830 à l'initiative du peintre français Jean-Baptiste Debret, membre de la Mission artistique française et professeur de l'Académie, et sont réservées aux seuls étudiants de l'AIBA.
Quand Debert rentre en France en 1831, les expositions sont interrompues. Elle reprennent le 31 mars 1840 à la suite de la publication d'une lettre officielle de Félix-Émile Taunay ; un jury sélectionne les participants et les œuvres des lauréats sont achetées pour la pinacothèque de l'Académie.
Lors de la proclamation de la république au Brésil en 1889, l'Académie impériale des beaux-arts devient l'École nationale des beaux-arts (ENBA) et les expositions sont à nouveau interrompues. Il faut attendre 1934 pour revoir les expositions annuelles, qui s'appellent désormais Salon national des beaux-arts (Salão Nacional de Belas Artes). Elle s'interrompent finalement en 1990.

## Participants et académisme
Une publication officielle intitulée A Notícia do Palácio e da Academia Imperial de Belas Artes (« Les nouvelles du palais et l'Académie impériale des beaux-arts ») fournit la liste des participants et des œuvres jusqu'en 1862. À partir de 1864, une édition indépendante enregistre les expositions.
Malgré ces publications et un premier catalogue illustré publié en 1884, il est difficile d'obtenir des informations complètes sur les expositions. Néanmoins, une tendance se dégage de l'art académique de a période monarchique : les portraits officiels et du clergé sont préférés à la peinture d'histoire, pourtant considéré comme le plus important dans la hiérarchie des genres en Europe. La photographie apparaît dès 1842, probablement sous l'influence de l'empereur Pierre II, amateur de cet art.
Les lauréats sont souvent des élèves ou anciens élèves devenus professeurs de l'Académie, dont les plus notables sont Victor Meirelles (1832-1903) Pedro Américo (1843-1905) et Rodolfo Amoedo (1857-1941). À l'occasion de la 25e exposition générale en 1879, qui se tient devant quelque trois cent mille visiteurs, le premier expose Batalha dos Guararapes et le deuxième Batalha do Avaí, qui représentent toutes deux des épisodes victorieux de l'histoire militaire nationale. L'exposition, qui a d'abord mis en évidence les qualités des œuvres, exposées côte à côte, a été marquée par une atmosphère de rivalité entre les auteurs, suscitée par les opinions de la presse,,. L'art académique national joue alors un rôle important dans la construction d'une iconographie, d'une mémoire de la nation, en utilisant des sujets romantiques tels que l'indianisme, avec Moema de Meirelles (1886) et Le Dernier Tamoio d'Amoedo.
Ces expositions témoignent combien l'art académique brésilien combine systématiquement les dictées néoclassiques et romantiques.